# Atletiek op de Paralympische Zomerspelen 2024 - 1500 m mannen T13
De 1500 meter voor mannen klasse T13 op de Paralympische Zomerspelen 2024 vond plaats op 3 september in het Stade de France. Deze klasse is voor slechtziende atleten die meestal contouren kunnen herkennen op een afstand van 2 tot 6 meter. Atleten in deze categorie maken vaak geen gebruik van een gids. Dit is een gecombineerde klasse met T12, wat dan ook de reden is dat er in deze klasse in 2024 een paralympische record en een wereldrecord zijn behaald. De winnaar van 2020 was Anton Kuliatin, die in 2024 werd opgevolgd door Aleksandr Kostin. De Tunesiër Rouay Jebabli behaalde het zilver en Anton Kuliatin won de bronzen medaille.

## Records
Voorafgaand aan het toernooi waren dit de wereldrecords en Paralympische records.
| Wereldrecord        | T12 | Australië Jaryd Clifford | 3:41.34 | Canberra       | 11 maart 2021     |
| Paralympisch record | T12 | Tunesië Abderrahim Zhiou | 3:48.31 | Londen         | 4 september 2012  |
|                     |     |                          |         |                |                   |
| Wereldrecord        | T13 | Algerije Abdellatif Baka | 3:48.29 | Rio de Janeiro | 11 september 2016 |
| Paralympisch record | T13 | Algerije Abdellatif Baka | 3:48.29 | Rio de Janeiro | 11 september 2016 |

## Finale
| Rang   | Kl. | Naam                     | Naam | Tijd    | Bijz. |
| ------ | --- | ------------------------ | ---- | ------- | ----- |
| Goud   | T12 | Aleksandr Kostin         | NPA  | 3:44.43 | PR    |
| Zilver | T12 | Rouay Jebabli            | TUN  | 3:44.67 |       |
| Brons  | T12 | Anton Kuliatin           | NPA  | 3:44.94 | PB    |
| 4      | T12 | Jaryd Clifford           | AUS  | 3:44.95 | SB    |
| 5      | T13 | Yassine Ouhdadi El Ataby | ESP  | 3:46.20 | WR    |
| 6      | T13 | Abdellatif Baka          | ALG  | 3:47.16 |       |
| 7      | T13 | Joel Gomez               | USA  | 3:48.42 |       |
| 8      | T13 | Mikail Al                | TUR  | 3:55.34 | PB    |